# Werner Oehlschlaeger

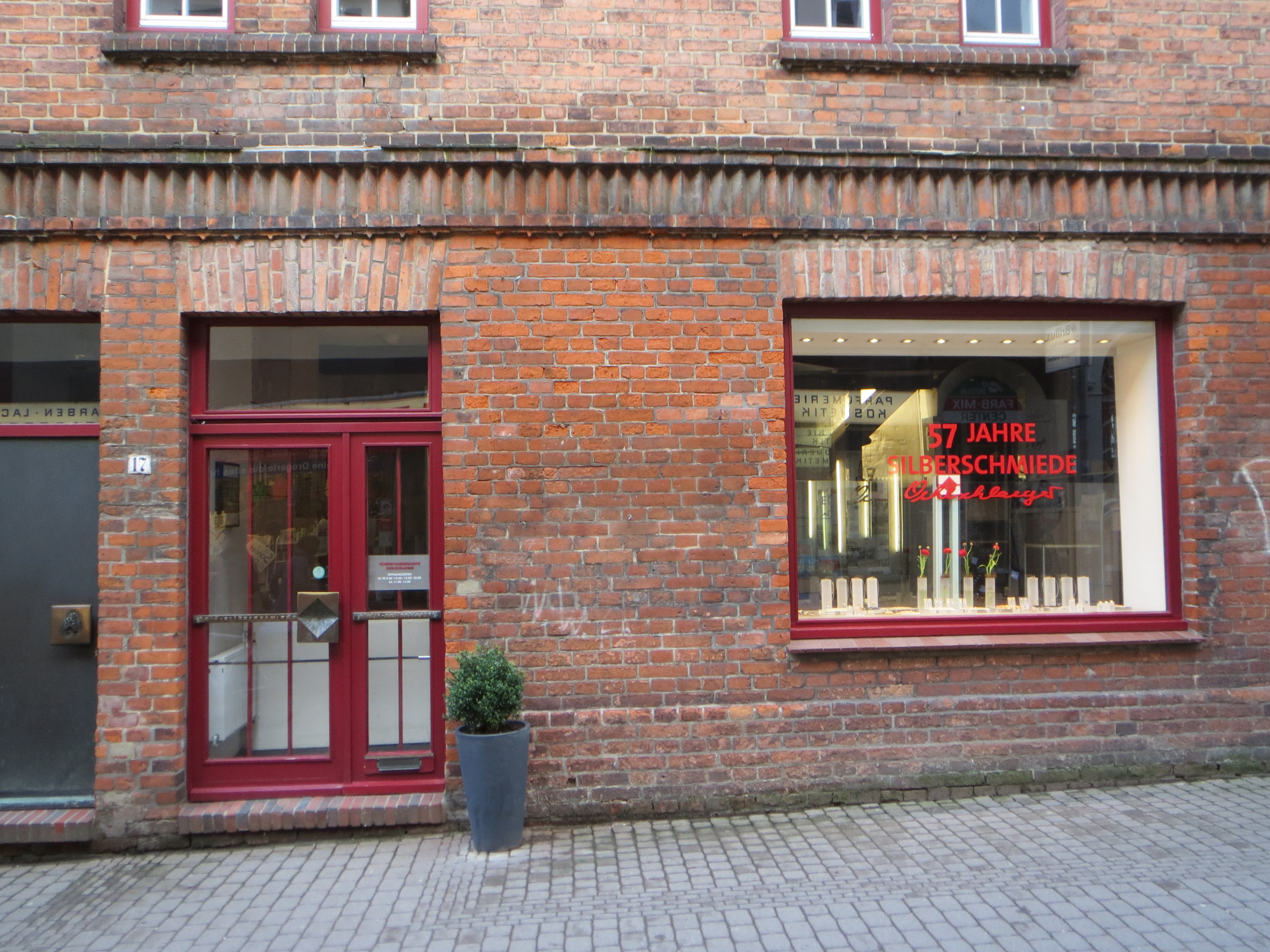
Werkstatt Paffenstr. 17 (2014)

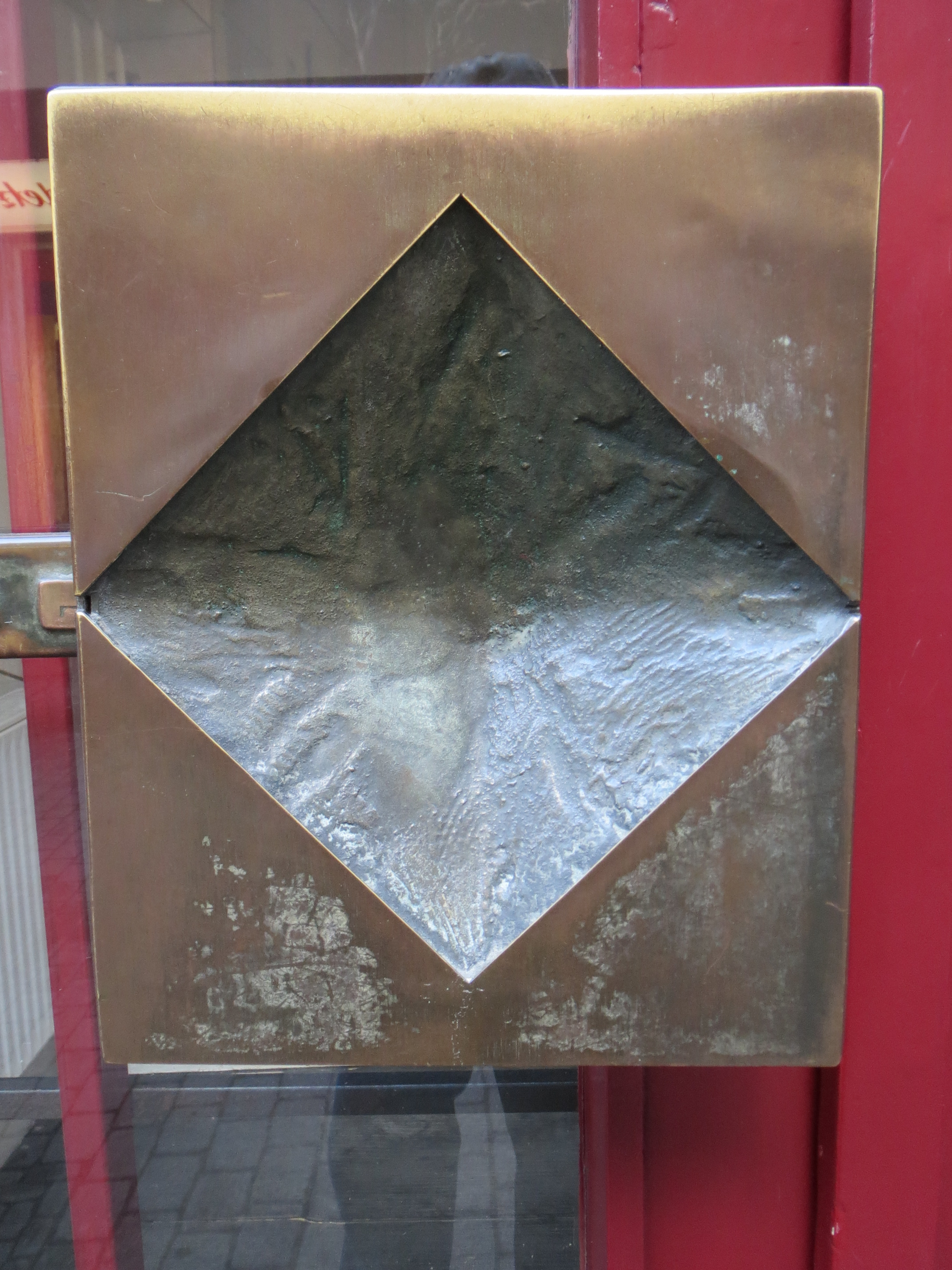
Meistermarke Oehlschlaegers als Türdrücker zur Werkstatt Paffenstr. 17

Werner Oehlschlaeger (* 8. November 1928 in Kempten; † 22. Juli 2008 in Lübeck) war ein deutscher Silberschmied.

## Leben
Oehlschlaeger studierte 1942 bis 1944 an der Hochschule für Bildende Künste Hamburg. Als Schüler von Rolf Koolman (1900–1954) war er in dessen Werkstatt während seiner Lehrzeit tätig. Anschließend arbeitete er als Geselle in verschiedenen Werkstätten. Sein Meisterstück, eine Statuette des Heiligen Eligius, des Schutzpatrons der Gold- und Silberschmiede, befindet sich in Privatbesitz. Seit 1955 war er als Silberschmiedemeister in Lübeck mit eigener Werkstatt tätig. Seine Arbeiten orientieren sich am Stil des Bauhauses. Fast alle Lübecker Kirchen beider Konfessionen verfügen heute über liturgische Gerätschaften aus seiner Werkstatt.
Arbeiten von ihm kauften Museen in Schleswig-Holstein und in New York an. In der Sammlung Vic Janssens (1909–2001), 2002 bis 2014 im Silbermuseum Sterckshof bei Antwerpen, waren 60 Arbeiten Oehlschlaegers vertreten. Seit 2018 sind sie Teil der Sammlung des DIVA Museums in Antwerpen. Zahlreiche seiner Arbeiten wurde als Präsente durch die öffentliche Hand angekauft, so seitens der Städte Hamburg und Lübeck und des Landes Schleswig-Holstein. Aus seiner Werkstatt stammt der Sieghardt-von-Köckritz-Preis.
Die Werkstatt Oehlschlaeger wurde bis 2019 von seiner Ehefrau Margerete Oehlschlaeger und seiner Tochter Maya Oehlschlaeger in der Lübecker Pfaffenstraße fortgeführt. 1975 und 2013 erhielt er Einzelausstellungen im Lübecker St. Annen Museum.

## Auszeichnungen
- Bayerischer Staatspreis 1956 (Goldmedaille)
- Landeskunstpreis Schleswig-Holstein 1960
- Kunsthandwerkerpreis des Landes Schleswig-Holstein 1989